# 33-я церемония награждения премии TVyNovelas
33-я церемония награждения премии TVyNovelas или иначе премия TVyNovelas 2015 (англ. TVyNovelas Awards 2015, исп. Premios TVyNovelas 2015), состоялась 8 марта 2015 года на телестудии компании Televisa в Сан-Анхеле, Мехико, Мексика. Вещание осуществлялось с 5:30 вечера по центральноамериканскому времени на телеканале Las Estrellas для стран Латинской Америки и сети Univision на территории США. Ведущими церемонии стали Галилеа Монтихо, Андреа Легаррета, Алан Тачер и Адриан Урибе. Номинанты на премию были объявлены 23 февраля 2015 года.
Выбор победителей осуществляло специальное жюри, члены которого голосовали в прямом эфире церемонии.
В состав жюри вошли:
- продюсеры: Роберто Эрнандес[исп.], Сальвадор Мехия, Никандро Диас и Педро Дамиан[исп.];
- журналисты: Мара Патрисия Кастаньеда, Клаудия де Икаса, Лупита Мартинес, Флор Рубио и Аурора Валье;
- режиссёр Карина Дюпрес;
- ведущая Карла Мартинес;
- телевизионные критики: Альфредо Гудинни и Эрика Отеро;
- читатели журнала TvyNovelas

Впервые было осуществлено вещание премии через Internet на официальном сайте премии premiostvynovelas.mx или через специальное мобильное приложение Televisión de Televisa.

## Свод наград и номинаций
| Название теленовеллы на русском | Оригинальное название     | Количество номинаций | Количество наград |
| ------------------------------- | ------------------------- | -------------------- | ----------------- |
| Я не верю мужчинам              | Yo no creo en los hombres | 14                   | 7                 |
| Та, кто жизнь у меня украла     | Lo que la vida me robó    | 13                   | 5                 |
| Цвет страсти                    | El color de la pasión     | 13                   | 0                 |
| Какие же бедные эти богатые     | Qué pobres tan ricos      | 10                   | 2                 |
| Моё сердце твоё                 | Mi corazón es tuyo        | 11                   | 4                 |
| Нелюбимая                       | La malquerida             | 5                    | 0                 |
| Кошка                           | La gata                   | 4                    | 0                 |
| Хочу любить тебя                | Quiero amarte             | 3                    | 0                 |
| Навсегда моя любовь             | Por siempre mi amor       | 1                    | 0                 |

## Номинанты и победители

### Теленовеллы
| Лучшая теленовелла Объявление победителей: Анжелик Бойер и Иван Санчес | Лучший актёрский состав Объявление победителей: Элисабет Альварес и Даниэль Аренас |
| --- | --- |
| - Моё сердце твоё — Хуан Осорио - Цвет страсти — Роберто Гомес Фернандес - Та, кто жизнь у меня украла — Анхели Несма Медина - Какие же бедные эти богатые — Роси Окампо - Я не верю мужчинам — Жисель Гонсалес | - Я не верю мужчинам — Жисель Гонсалес - Цвет страсти — Роберто Гомес Фернандес - Та, кто жизнь у меня украла — Анхели Несма Медина - Моё сердце твоё — Хуан Осорио - Какие же бедные эти богатые — Роси Окампо |
| Лучшая главная женская роль Объявление победителей: Эрика Буэнфиль и Луис Роберто Гусман | Лучшая главная мужская роль Объявление победителей: Мишель Рено и Хуан Диего Коваррубиас |
| - Адриана Лувье — Я не верю мужчинам - Анжелик Бойер — Та, кто жизнь у меня украла - Ариадне Диас — Нелюбимая - Эсмеральда Пиментел — Цвет страсти - Майте Перрони — Кошка - Сурия Вега — Какие же бедные эти богатые | - Себастьян Рульи - Та, кто жизнь у меня украла - Даниэль Аренас — Кошка - Эрик Элиас — Цвет страсти - Габриэль Сото — Я не верю мужчинам - Хорхе Салинас — Моё сердце твоё                                     |
| Лучшая женская отрицательная роль Объявление победителей: Марджори де Соуса и Алексис Айала | Лучшая мужская отрицательная роль Объявление победителей: Лус Елена Гонсалес и Мануэль Охеда |
| - Даниэла Кастро — Та, кто жизнь у меня украла - Асела Робинсон — Я не верю мужчинам - Клаудия Рамирес — Цвет страсти - Майрин Вильянуэва — Моё сердце твоё | - Флавио Медина — Я не верю мужчинам - Альберто Эстрелья — Нелюбимая - Алексис Айала — Та, кто жизнь у меня украла - Серхио Сендель — Та, кто жизнь у меня украла                                               |
| Лучшая роль в исполнении заслуженной актрисы Объявление победителей: Ребекка Джонс и Отто Сирго | Лучшая роль в исполнении заслуженного актёра Объявление победителей: Ливия Брито и Хосе Рон |
| - Роса Мария Бьянчи — Я не верю мужчинам - Ана Берта Эспин — Та, кто жизнь у меня украла - Елена Рохо — Цвет страсти - Патрисия Рейес Спиндола — Цвет страсти. | - Мануэль «Флако» Ибаньес — Какие же бедные эти богатые - Хосе Элиас Морено мл. — Хочу любить тебя - Мануэль Охеда — Кошка - Рене Касадос — Моё сердце твоё                                                     |
| Лучшая женская роль второго плана Объявление победителей: Синтия Клитбо и Эрик Элиас | Лучшая мужская роль второго плана Объявление победителей: Малильяни Марин и Фелипе Нахера |
| - Фабиола Гуахардо — Я не верю мужчинам - Африка Савала — Нелюбимая - Эухения Каудуро — Цвет страсти - Сильвия Паскуаль — Какие же бедные эти богатые | - Луис Роберто Гусман — Та, кто жизнь у меня украла - Артуро Пениче — Какие же бедные эти богатые - Пабло Валентин — Цвет страсти - Патрисио Кастильо — Кошка                                                   |
| Лучшая молодая актриса Объявление победителей: Шерлин и Фердинандо Валенсия | Лучший молодой актёр Объявление победителей: Африка Савала и Освальдо де Леон |
| - Паулина Гото — Моё сердце твоё - Эстефания Вильяреаль — Я не верю мужчинам - Мишель Рено — Цвет страсти - Наташа Дупейрон — Какие же бедные эти богатые | - Хосе Эдуардо Дербес — Какие же бедные эти богатые - Брандон Пениче — Нелюбимая - Хуан Пабло Хиль — Моё сердце твоё - Пабло Лайл — Навсегда моя любовь                                                         |
| Лучшая женская роль второго плана Объявление победителей: Сусана Гонсалес и Хорхе Поса | Лучшая мужская роль второго плана Объявление победителей: Мариана Сеоане и Мануэль «Флако» Ибаньес |
| - Сесилия Туссан — Я не верю мужчинам - Макария — Я не верю мужчинам - Маргарита Маганья — Та, кто жизнь у меня украла. - Тьяре Сканда — Какие же бедные эти богатые | - Освальдо Бенавидес — Та, кто жизнь у меня украла - Фабиан Роблес — Нелюбимая - Хуан Карлос Коломбо — Я не верю мужчинам - Сальвадор Санчес — Хочу любить тебя                                                 |
| Лучшая музыкальная тема Объявление победителей: Адриана Лувье и Мане де ла Парра | |
| - «Моё сердце твоё» Авторы: Хорхе Эдуардо Маргуйя и Маурисио Арриага Исполнители: Аксель и Каая для Моё сердце твоё - «El perdedor» Исполнители: Энрике Иглесиас и Марко Антонио Солис Авторы: Энрике Иглесиас и Дессемер Буэно для Та, кто жизнь у меня украла - «Hoy es un buen día» Исполнитель: Группа «Río Roma» Автор: Хосе Луис Ортега Кастро и Ноэль Скахрис для Цвет страсти - «Quiero amarte» Исполнители: Армандо Мансанеро, Ноэль Скахрис, Само, Хесус Наварро, Хуан Пабло Мансанеро и Карлос Масиас Автор: Армандо Мансанеро для Хочу любить тебя | |

### Телепрограммы
| Лучшая многожанровая программа | Лучшая развлекательная программа Объявление победителей: Майрин Вильянуэва и Флавио Медина |
| --- | --- |
| - Как говорится — Хеновева Мартинес - Чудесная надежда (исп. Hermosa esperanza) — Габриэль Васкес Балман - Роза Гваделупе — Мигель Анхель Эррос - Лаура (исп. Laura) — Лаура Боссо                      | - Сегодня — Карла Эстрада и Нино Канун - Звезда 2 (исп. Estrella 2) — Исраэль Хайтович - Сабадасо (исп. Sabadazo) — Алексис Нуньес |
| Лучшая программа на платном телевидении | Лучшая спец. программа Объявление победителей: Сурия Вега и Луис Роберто Гусман |
| - В рамках правил (исп. Está Cañón) — Йорди Росадо - МоДжо (исп. MoJoe) — Таня Кастильо - СтендАПарад (исп. STANDparados) — Адаль Рамонес - Одержимая Сусана (исп. Susana Adicción)                     | - Популярные музыкальные темы Теленовелл (исп. Grandes Temas de Telenovela) — Луис де Льяно и Марко Флавио - Вечная благодарность (исп. Gracias por siempre) - Наша Прекрасная Мексика - Премия Банда Макс (исп. Premios Banda Max)                                                           |
| Лучшая молодёжная развлекательная программа Объявление победителей: Эсмеральда Пиментел и Хулиан Хиль                                                                                                   | Лучшая телепрограмма-конкурс Объявление победителей: Паулина Гото и Поло Морин |
| - Умираю со смеху (исп. Me caigo de risa) — Эдуардо Суарес Кастельо - На все 100 (исп. Puedes con 100) - Вертушка (исп. Turnocturno) — Факундо Гомес Бруеда - Зона Руда (исп. Zona Ruda) — Йорди Росадо | - Голос — Мигель Анхель Фокс - Танец мечты — Рубен Халиндо и Сантьяго Халиндо - Не стесняйся, пой караоке (исп. Karaoke canta y no te rajes) — Андреа Салас - Полнейшая паранойя (исп. Paranoia total) — Андреа Салас - Вперед со всеми (исп. Vas con todo) — Йорди Росадо и Маноло Фернандес |

### Специальные награды-признания
- За многолетний вклад — Лили Эстефан[исп.][5]
- «Жизнь в теленовеллах»[4][5]
  - Хосе Карлос Руис
  - Лус Мария Агилар
- Посмертное признание — Роберто Гомес Боланьос[исп.][5]
- Лучшая мультиплатформенная теленовелла — Моё сердце твоё[4]

## Любимцы публики
Третий год подряд в рамках премии проходит зрительское голосование под названием «Любимцы публики». Основная идея этой категории заключается в том, что зрители сами выбирали своих фаворитов из перечня специальных номинаций. Голосование проходило в два этапа: первый через социальную сеть Twitter, а затем за номинантов, набравших наибольшее количество голосов, голосовали на официальном сайте премии. Победители были объявлены 6 марта 2015 года.

### Свод наград и номинаций
| Название теленовеллы на русском | Оригинальное название     | Количество номинаций | Количество наград |
| ------------------------------- | ------------------------- | -------------------- | ----------------- |
| Цвет страсти                    | El color de la pasión     | 14                   | 0                 |
| Та, кто жизнь у меня украла     | Lo que la vida me robó    | 13                   | 1                 |
| Я не верю мужчинам              | Yo no creo en los hombres | 9                    | 6                 |
| Моё сердце твоё                 | Mi corazón es tuyo        | 8                    | 3                 |
| Какие же бедные эти богатые     | Qué pobres tan ricos      | 3                    | 1                 |
| Навсегда моя любовь             | Por siempre mi amor       | 3                    | 0                 |

### Номинанты и победители
| Самая красивая актриса | Самый красивый актёр |
| --- | --- |
| - Сурия Вега — Какие же бедные эти богатые - Анжелик Бойер — Та, кто жизнь у меня украла - Мишель Рено — Цвет страсти - Эсмеральда Пиментел — Цвет страсти - Сильвия Наварро — Моё сердце твоё                                                                                      | - Габриэль Сото — Я не верю мужчинам - Эрик Элиас — Цвет страсти - Хорхе Салинас — Моё сердце твоё - Пабло Лайл — Навсегда моя любовь - Себастьян Рульи — Та, кто жизнь у меня украла |
| Любимая злодейка | Любимый злодей |
| - Асела Робинсон — Я не верю мужчинам - Клаудия Рамирес — Цвет страсти - Даниэла Кастро — Та, кто жизнь у меня украла - Майрин Вильянуэва — Моё сердце твоё - Роса Мария Бьянчи — Я не верю мужчинам                                                                                | - Флавио Медина — Я не верю мужчинам - Алехандро Камачо — Я не верю мужчинам - Серхио Сендель — Та, кто жизнь у меня украла - Альберто Эстрелья — Та, кто жизнь у меня украла - Алексис Айала — Та, кто жизнь у меня украла                                                                    |
| Любимая пара | Лучший поцелуй |
| - Адриана Лувье и Габриэль Сото — Я не верю мужчинам - Анжелик Бойер и Себастьян Рульи — Та, кто жизнь у меня украла - Эсмеральда Пиментел и Эрик Элиас — Цвет страсти - Сильвия Наварро и Хорхе Салинас — Моё сердце твоё - Сурия Вега и Хайме Камил — Какие же бедные эти богатые | - Адриана Лувье и Габриэль Сото — Я не верю мужчинам - Луис Роберто Гусман и Анжелик Бойер — Та, кто жизнь у меня украла - Себастьян Рульи и Анжелик Бойер — Та, кто жизнь у меня украла - Эсмеральда Пиментел и Эрик Элиас — Цвет страсти - Сильвия Наварро и Хорхе Салинас — Моё сердце твоё |
| Полюбившийся финал | Лучшая пощёчина |
| - Моё сердце твоё — Хуан Осорио - Цвет страсти — Роберто Гомес Фернандес - Та, кто жизнь у меня украла — Анхели Несма Медина - Какие же бедные эти богатые — Роси Окампо - Я не верю мужчинам — Жисель Гонсалес                                                                     | - Фабиола Гуахардо и Асела Робинсон — Я не верю мужчинам - Клаудия Рамирес и **Ксимена Ромо — Цвет страсти - Даниэла Кастро и Анжелик Бойер — Та, кто жизнь у меня украла - Эухения Каудуро и Клаудия Рамирес — Цвет страсти - Майрин Вильянуэва и Сильвия Наварро — Моё сердце твоё           |
| Самая красивая улыбка | Лучший оригинальный сценарий или адаптация |
| - Паулина Гото — Моё сердце твоё - Эрик Элиас — Цвет страсти - Эсмеральда Пиментел — Цвет страсти - Мишель Рено — Цвет страсти - Пабло Лайл — Навсегда моя любовь | - Роса Саласар и Фермин Суньига — Та, кто жизнь у меня украла - Аида Гуахардо и Фелипе Ортис — Я не верю мужчинам - Хосе Куаухтемок Бланко и Мария дель Кармен Пенья — Цвет страсти - Марсия дель Рио, Алехандро Похленс и Пабло Феррер — Моё сердце твоё                                      |
| Лучшая режиссура | |
| - Луис Велес, Хавьер Ромеро и Эрик Моралес — Я не верю мужчинам - Бенжамин Канн и Родриго Саунбос — Какие же бедные эти богатые - Франсиско Франко и Хуан Пабло Бланко — Цвет страсти - Хорхе Фонс, Аурелио Авила и Лили Гарса — Моё сердце твоё                                    | |

## Исполнители
Списко исполнителей и музыкальных композиций, которые прозвучали во время эфира премии
- Алехандра Гусман — «Popurrí de exitos»
- Бобби Пулидо[исп.] — «Mil gracias por amarme» interpretado por
- Кристиан Кастро, Хесус Наварро и Мелисса Роблес — «La malquerida»
- Давид Бисбаль — «Para enamorarte de mi»
- Диана Рейес[исп.] — «Yo no creo en los hombres» interpretada por
- Каая — «Mi corazón es tuyo»
- Майте Перрони — «Vas a querer volver» и «Todo lo que soy»
- Мане де ла Парра[исп.] и Маргарита ла Диоса де ла Кумбия[исп.] — «Como dice el dicho»
- Ноэль Шхайрис[исп.], Хесус Наварро, Само[исп.], Хуан Пабло Мансанеро и Карлос Масиас[исп.] — «Quiero amarte»
- OV7[исп.] и Каба[исп.] — «Antro»